# Vernal (Utah)
Vernal ist ein Ort und Verwaltungssitz des Uintah County im US-Bundesstaat Utah. Das U.S. Census Bureau hat bei der Volkszählung 2020 eine Einwohnerzahl von 10.079 ermittelt.

## Geographie
Nach Angaben des US Census Bureaus bedeckt Vernal eine Fläche von 11,9 km² (4,6 mi²), darunter keine Wasserflächen.
Der Ort liegt im nördlichen Bereich des Colorado-Plateau und 7 km (4 mi) südlich des Steinacker Reservoirs,
am Highway 191 und 40, ca. 20 Meilen westlich des Dinosaur National Monuments.

## Geschichte
Der Ort wurde im Jahr 1880 gegründet.

## Demographie
Am 1. Juli 2004 hatte Vernal 7939 Einwohner.

### Altersstruktur
| Bevölkerung | Jahre | Anteil  |
| ----------- | ----- | ------- |
| unter       | 18    | 32,30 % |
| von         | 18–24 | 13,00 % |
| von         | 25–44 | 24,80 % |
| von         | 45–64 | 17,60 % |
| über        | 65    | 12,30 % |

- Das durchschnittliche Alter beträgt 28 Jahre.

## Söhne und Töchter der Stadt
- Earl W. Bascom (1906–1995), Rodeoreiter, Cowboy, Maler, Schauspieler, Bildhauer und Erfinder
- Valoy Eaton (* 1938), Landschaftsmaler
- James Woods (* 1947), Schauspieler und Synchronsprecher